# شهرستان ناواهو (آریزونا)
شهرستان ناواهو از شهرستان‌های شمالی ایالت آریزونا است. جمعیتی معادل ۱۰۷.۴۴۹ نفر داشته و مساحتش بر طبق اطلاعات موجود از سال ۲۰۱۰، ۲۵.۷۹۵.۰ کیلومترمربع است.

## پیوند
- وب‌گاه رسمی